# Conrad Merz
Conrad Merz (* 20. Februar 1768 in Haimburg; † 24. November 1846 in München) war ein deutscher Orgelbauer. Er ist der Vater des Orgelbauers Max Maerz.

## Werdegang
In Ingolstadt lernte er bei Franz König. In München war er später „churfürstlicher Leibgarde Hartschier“. 1794 konnte er das Werkstattinventar des Hoforgelbauers Anton Bayr übernehmen, obwohl dessen Tochter ihn nicht heiratete. Im Jahr 1796 wurde er in München als Orgelbauer anerkannt. Der Sohn Max, der anfangs beim Vater den Beruf des Orgelbauers erlernte, übernahm 1844 das Geschäft.

## Werkliste (Auszug)
- 1795 Pfarrkirche St. Johannes der Täufer in Glonn[3][4]